# Fagotia daudebartii
Fagotia daudebartii is een slakkensoort uit de familie van de Melanopsidae. De wetenschappelijke naam van de soort is voor het eerst geldig gepubliceerd in 1821 door Prevost.